# Violet Trefusis

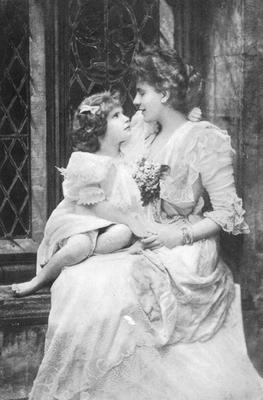
Violet als kind, met haar moeder Alice, ca. 1899.

Violet Trefusis (Londen, 6 juni 1894 - nabij Florence, 29 februari 1972), geboren als Violet Keppel, was een Engels schrijfster en "socialite", lid van de beau monde. Als schrijfster heeft ze weinig erkenning gekregen; ze wordt voornamelijk herinnerd door haar gepassioneerde relatie met de meer gefêteerde schrijfster Vita Sackville-West. Sackville-West verwierf ook grote bekendheid door samen met haar echtgenoot Harold Nicolson de tuinen van hun kasteel Sissinghurst in het graafschap Kent te ontwerpen en vorm te geven.

## Jeugd
Violet Trefusis was de oudste dochter van de Schotse Alice Keppel-Edmonstone en zeer waarschijnlijk niet de dochter van George Keppel, echtgenoot van Alice Keppel, maar van Ernest William Beckett, 2nd Baron Grimthorpe.
Toen ze zes jaar was volgde er nog een zusje, Sonia Keppel, later Cubitt, Baronesse of Ashcombe, de latere grootmoeder van Camilla Parker Bowles, de huidige koningin-gemalin van het Verenigd Koninkrijk en tweede echtgenote van de Britse koning Charles III.
Haar moeder Alice Keppel was ondanks haar huwelijk en met instemming van George Keppel jarenlang de maîtresse van de prins van Wales en latere koning Eduard VII van het Verenigd Koninkrijk. Mogelijk is de zuster van Violet Trefusis, Sonia een dochter van Eduard VII.
Violet, zoals ze in haar verdere leven genoemd werd, was een vroegrijp kind. Ze was linguïstisch zeer begaafd, wat er later toe leidde dat ze zich in woord en geschrift in het Franse en ook Italiaanse taalgebied even gemakkelijk wist te bewegen als in haar eigen taal.
Violet heeft op latere leeftijd zichzelf laten geloven dat zij ook een dochter van de koning was maar de data sluiten dat uit. Hoewel onder bepaalde historici daarover toch nog vraagtekens bestaan; vooral op latere leeftijd zou zij een fysieke gelijkenis met Eduard vertonen. Haar moeder Alice ontmoette de Prins van Wales pas toen Violet al geboren was. Alice Keppel genoot groot aanzien en had op de achtergrond een duidelijke inbreng in de behartiging van landsbelangen en de financiële zaken van het koninkrijk.
Zij bleef echter op de achtergrond en was de discretie zelve, een houding die haar veel lof opleverde vanuit de Engelse regering na de dood van "Kingy" (zoals Violet hem noemde) in 1910. Hij liet Alice, of zijn "Mrs. George" een aanzienlijk geldbedrag na.
Toen Violet zes jaar was nam haar moeder haar mee naar Joseph Duveen, een kunsthandelaar in Bond Street waar ze zaken mee deed. Violet mocht iets uitzoeken wat ze mooi vond van de kunsthandelaar. Haar oog viel op een ring met daarop een steen met een uitgesneden vrouwenkop. Die wilde ze hebben, waarop mister Joseph zei "Ze heeft wel een erg goede smaak want dit is een ring van de Doge van Venetië uit de 16e eeuw".
Toen de tienjarige Violet de toen twaalfjarige Vita ontmoette op het schooltje van Miss Woolf werden ze vriendinnen. Vita werd op de thee gevraagd in Grosvenor Street waar de Keppels woonden en Violet werd uitgenodigd bij Vita op het grote familie-landgoed Knole. Vita was in die tijd een slordig geklede soort vagebond die veel liever een jongen had willen zijn en die nog nooit eerder een vriendinnetje had gehad. Zij hadden een gedeelde interesse in de Franse literatuur.
Toen Violet veertien jaar was bekende ze voor de eerste keer dat ze van Vita hield en gaf haar de ring van de Doge van Venetië. Na de dood van "Kingy" in 1910 vond Alice het raadzaam om even van het toneel te verdwijnen en ze vertrok met het hele gezin voor een jaar naar Ceylon naar de theeplantages van Thomas Lipton, een bevriende relatie van Eduard VII. Van daaruit schreef Violet brieven in het Frans aan Vita. Na een half jaar werden Violet en haar zuster Sonia naar Duitsland gestuurd om de taal te leren terwijl hun ouders nog in India verbleven. Ook vanuit München schreef Violet  in pittige brieven aan Vita waarom ze van Vita hield. Een van die brieven beëindigde zij met: "ik houd van je omdat ik je ziel heb gezien". Zij ontmoetten elkaar die zomer onder het wakend oog van een chaperonne weer in Florence, (Italië), een stad die ook bij de algemene ontwikkeling hoorde. Vita was in die tijd verliefd op de vier jaar oudere Rosamund Grosvenor die ook mee was op dat reisje. Ze vond Rosamund echter leeghoofdig en saai in vergelijking met de sprankelende Violet.
In die jaren werd Vita gepresenteerd en verloofde zich met de diplomaat Harold Nicolson. Tegen de tijd dat Violet in Engeland terugkeerde was Vita dus "bezet". Vita was inmiddels van vagebond getransformeerd in een rijzige schoonheid. Toen Vita uiteindelijk in 1913 in het huwelijk trad was Violet daarbij niet aanwezig.

## Relaties
In april 1912 werd Violet zelf gepresenteerd. Zij flirtte veel met jonge mannen maar verder wilde ze het niet laten komen. Zelfs toegezegde verlovingen verbrak ze, wat haar naam niet ten goede kwam. De enige waar ze wel iets voor voelde was Gerald Grenfell die echter sneuvelde aan het begin van de Eerste Wereldoorlog. Ook de wat oudere schrijver Osbert Sitwell was even een optie maar dat ging ook niet door. Ze zou wel tot aan zijn dood met hem bevriend blijven.
Voor Violet was het eigenlijk ondenkbaar dat ze getrouwd zou zijn. Vita woonde inmiddels in het landelijke huis Long Barn vlak bij Knole.
In 1917 bleek Harold Nicolson besmet met een geslachtsziekte. Zijn arts verbood gemeenschap met zijn echtgenote voor zes maanden en dus moest Harold haar wel bekennen dat hij er homoseksuele relaties op na hield.
Precies een paar dagen voor het verstrijken van deze periode van onthouding kwam Violet logeren op Long Barn. Op 18 april 1918 bezweek Vita voor de liefdesverklaringen van Violet en werd hun verhouding daarmee een feit.

## Violet en Vita

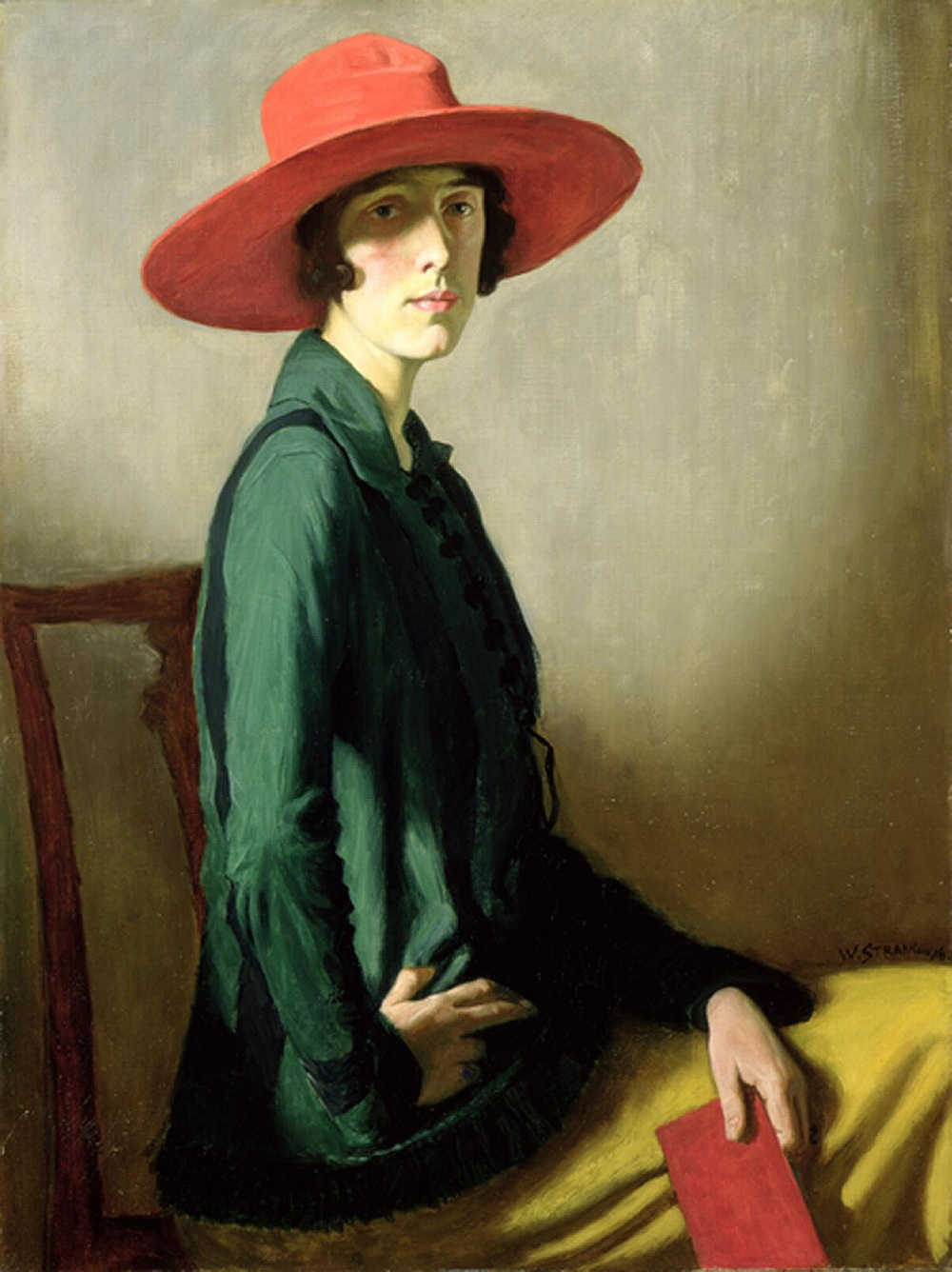
Vita Sackville-West, 1918, door William Strang (1859-1921)

In haar dagboek (1923) dat na Vita's dood in 1962 werd gevonden door haar jongste zoon Nigel beschrijft zij wat er die bewuste 18e april op Long Barn was gebeurd. Nigel heeft dit in 1973, bewust pas een jaar na het overlijden van Violet onder de titel Portrait of a marriage, gepubliceerd. Alle hoofdrolspelers waren nu overleden, Harold Nicolson in 1968. Vita beschrijft hoe Violet die avond de dualiteit van haar wezen had ontdekt. Eindelijk vond de zeer sterke mannelijke kant van Vita een weg om zich te manifesteren. In hun relatie vormde Vita het mannelijke element terwijl Violet, uiterst vrouwelijk, zich letterlijk en figuurlijk aan Vita onderwierp.
Vaak en soms voor maanden gingen ze er samen vandoor. Ze begonnen ook met het schrijven van de roman Challenge, voltooid in 1923, maar pas in 1927 uitgegeven in Amerika, onder Vita's naam. Die roman rechtvaardigt hun relatie in de personages van Julian (Vita) en Eve (Violet). In de jaren van hun heftige relatie gingen ze meerdere malen naar Frankrijk en Monte Carlo waar Vita zich als man verkleedde en met Violet danste. Violet drong erop aan dat ze voorgoed samen zouden blijven maar Vita zwichtte altijd toch weer voor Harold en haar twee zoontjes. De voortdurende teleurstellingen bij elke terugkeer gingen hun tol eisen binnen hun relatie. Wat ook geen goed eraan deed was het feit dat Violet op 16 juni 1919, tegen haar zin en min of meer gedwongen door haar moeder, in het huwelijk trad met Denys Trefusis.
Deze officier had de slag bij Ieper overleefd, was zwaar getraumatiseerd uit de oorlog gekomen en leed aan tuberculose. Violet was pas akkoord gegaan met het huwelijk toen Denys haar zijn woord van eer had gegeven dat zij als broer en zuster zouden leven. Het huwelijk vond zonder Vita plaats.
Ook na het huwelijk bleven de twee vrouwen doorgaan met hun pogingen om er definitief samen vandoor te gaan. Hun seksuele relatie eindigde tijdens zo'n reis richting Griekenland, waarbij ze niet verder kwamen dan Amiens. Met een enorme scène werden ze daar door Harold Nicolson en Denys Trefusis weggehaald. Ooit hadden Vita en Violet elkaar beloofd exclusief voor elkaar te blijven en geen seksuele relatie met hun echtgenoten te hebben. Nu in Amiens suggereerde Harold tegen Vita dat Violet zich daar niet aan zou hebben gehouden. Terwijl Vita wist dat dat niet zo was, verloor ze toch volledig haar hoofd en beëindigde de relatie ter plekke. Vita beschouwde Violet als haar eigendom, zoals ze in haar dagboek schrijft. Violet werd door haar moeder onder huisarrest gesteld, eerst op Dunthreath in Schotland en later op het landgoed Clingendael nabij Den Haag, ze kreeg ook een verbod te schrijven aan Vita. Vanaf hun scheiding in Amiens schrijft Violet Vita voortdurend, in totaal zo'n 500 brieven. Deze zijn in 1989 uitgegeven door Mitchell A. Leaska en John Phillips onder de titel Violet to Vita ( Methuen, Londen). De brieven die Vita aan Violet heeft geschreven zijn door Denys Trefusis verbrand.

## Frankrijk
Vanwege het schandaal kon noch wilde Violet terug naar Engeland en ze ging met Denys in Parijs wonen, haar geliefde stad. Het huwelijk bleef catastrofaal en ook Alice Keppel zag het fiasco ervan in, maar weigerde in te stemmen met een scheiding. Violet, al gebroken vanwege Vita, kon niet tegen haar moeder op die eigenlijk zo lang ze leefde Violet's leven heeft beheerst. Toch heeft Violet altijd tegen haar opgekeken en is van haar blijven houden. In Parijs leefde Violet en Denys ieder hun eigen leven. Violet kwam in aanraking met de hoogste Franse kringen en werd daar een geziene gast. In 1929 overleed Denys aan tuberculose. Violet had inmiddels een verhouding met de veel oudere Winnaretta Prinses de Polignac, dochter van de naaimachinefabrikant Isaac Singer. Deze "Winny" was een zeer grote mecenas voor alle kunsten en ontving in haar salon mensen als Marcel Proust, Jean Anouilh, de schrijvende Roemeense prinsessen Gilone de Chimay en Marthe Bibesco evenals Colette. Ook leerde Violet daar de componisten Satie, Elgar, Cocteau alsmede Anna de Noailles kennen. Verder werden die salons bezocht door Debussy, Ravel, Poulenc en Stravinsky alsook Henri Sauguet die later, tijdens de uitvaartplechtigheid van Violet, zelf het orgel zou bespelen. Verder ook Claude Monet, Sergej Djagilev en uitvoerende muzikanten als Clara Haskil, Arthur Rubinstein en Vladimir Horowitz.
Na de dood van Denys Trefusis schreef Violet ettelijke romans van zeer hoog literair gehalte en altijd met hetzelfde leitmotiv: de pijn van een verbroken of onmogelijke liefde. Kortom, datgene waar ze zelf haar hele leven aan heeft geleden maar dan met vaardige en vaak humoreske pen getransponeerd.

## Tweede Wereldoorlog
Na het uitbreken van de Tweede Wereldoorlog en de bezetting van Frankrijk wist Violet met hulp van haar vriendin Gilone de Chimay en diens kasteel in de Dordogne naar Engeland te ontkomen. Zij moest al haar bezittingen achterlaten, zo ook haar geliefde middeleeuwse toren in Saint-Loup-de-Naud waar ze na Denys dood veel was en die Winnaretta in 1927 voor haar had gekocht. In Engeland nam ze na zeventien jaar weer contact op met Vita. Eigenlijk waren ze nog net zo verliefd als voorheen. Ze begonnen elkaar weer te ontmoeten. Toch laaide de oude hartstocht niet meer echt op, vooral Vita was daar bang voor geworden. Ze wist hoe gemakkelijk dat weer kon gebeuren en wilde niet dat haar leven weer op zijn kop zou worden gezet. Wel bloeide er een levendige briefwisseling op.
Violet werkte vanuit Londen mee aan de broadcasting van de door de BBC uitgezonden radio-uitzendingen van Radio France Libre, wat haar na de oorlog het Légion d'honneur opleverde. Zodra Frankrijk bevrijd was keerde ze terug. Na de oorlog begon de gezondheid van Alice Keppel te sukkelen. In de door haar gekochte pompeuze villa L'Ombrellino op de heuvel Bellosguardo bij Florence overleed zij in 1947, twee maanden later gevolgd door George Keppel. Violet kreeg het vruchtgebruik van L'Ombrellino waar ze ook vaak was en daar "Hof" hield.

## De oudere Violet
Ook Violet begon te sukkelen met haar gezondheid. Toen haar moeder nog leefde brak ze al voortdurend allerlei botten en haar moeder schreef haar eens: 'Ik wacht nog op de brief waarin je schrijft dat je ook nog je nek gebroken hebt'. Ze had ernstige osteoporose. Toch bleef ze alle groten der aarde ontvangen in Saint Loup of op L'Ombrellino. Zo ontving ze o.a. Peggy Guggenheim maar ook de toen nog zeer jonge diplomaat François Mitterrand. Ze knoopte een grote vriendschap aan met twee jonge homoseksuelen, de kunsthistoricus Philippe Jullian en de schrijver John Phillips. De eerste zou na haar overlijden haar appartement in Parijs erven en Phillips de toren in Saint Loup. Violet stond bekend om haar meer dan voortreffelijke keuken (ze had een topkok in dienst), om haar bon ton, geestige woordspelingen en haar scherpe verstand. Haar stormachtig verleden met Vita was in die kringen niet bekend en ook Vita kwam weleens naar Frankrijk of Florence. In 1963 maakt Violet, min of meer als invalide, haar laatste reis naar Schotland. Het was voor haar een reis terug naar het land dat ze altijd als haar herkomst heeft beschouwd, om daar zich weer onder te dompelen in de feeërieke betovering die haar jeugd zo had beïnvloed. Dat was Violets spagaat, de verbinding tussen de zielewereld van het Avondland en haar mediterrane geest. Dit kwam overeen met haar achtergrond: haar overgrootvader van moeders kant was een Schotse Laird en haar overgrootmoeder was door hem geroofd uit het Griekse Ithaka.

## De laatste jaren
Eind zestiger jaren kreeg Violet een ernstige maagaandoening die haar vrijwel geheel belette te eten. Hoewel ze kunstmatig gevoed werd en iedere week een bloedtransfusie kreeg, bleef ze bals en feesten voor haar vrienden geven. Nog steeds sprak ze niet over haar gepassioneerde verleden aangaande Vita. Ondanks de vele vrienden voelde zij zich innerlijk eenzaam, zoals op te maken is uit een aantal gedichten die zij vlak voor haar dood schreef, en uit de beschrijving door Philippe Jullian (in The last Edwardians) van haar laatste banket, voor oudjaar 1971, twee maanden voor haar dood. Zij presideerde daar te midden van het tafelzilver dat eens van Catharina de Grote was geweest, en zei alleen maar: "I am so alone, I am so alone" (Ik ben zo alleen, ik ben zo alleen).
Kort daarna verzwakte ze zozeer dat ze alleen nog maar het bed kon houden. Ze bevond zich toen, na een ware monsterreis vanuit Parijs, op L'Ombrellino. Violet ontving daar François Mitterrand nog, die dat bezoek vastlegde in zijn autobiografie La paille et le grain. Op 28 februari 1972 raakte ze in coma en overleed de volgende dag in het bed waarin ook haar moeder was overleden.
Op 5 maart vond de afscheidsplechtigheid plaats in de Anglicaanse kerk te Florence. Bijna alle Europese vorstenhuizen waren vertegenwoordigd. Na de crematie werd het grootste gedeelte van haar as bijgezet in het graf van haar ouders op de begraafplaats I Allori te Florence. Het resterende deel werd ingemetseld in een muur van de middeleeuwse resten van het Benedictijnerklooster, op het terrein van haar toren in Saint-Loup-de-Naud.
Op haar gedenksteen in Saint Loup staat:
"Violet Trefusis 1894-1972,
Anglaise de naissance,
Française de coeur".

## Boeken
In het Frans:
- Sorti de secours, Éditions Argo, 1929
- Echo, Librairie Plon, 1931
- Broderie anglaise, Librairie Plon, 1935
- Les causes perdues, (naar Prousts À la recherche du temps perdu), Gallimard, 1941

In het Engels:
- Tandem, William Heinemann, 1933
- Hunt the slipper (To Princes Marthe Bibesco), Bernard Tauchnitz, 1937
- Prelude to misadventure, Hutchinson & Co, 1942
- Pirates at play, Michael Joseph Limited, 1950
- Don't look Round, Hutchinson & Co., 1952
- Memoires of an armchair, Hutchinson & Co., 1960
- From dusk to dawn, Maiden Lane, Londen, 1972 (onvoltooid; tekstbezorging door Lord Frank Ashton-Gwatkin)

In het Italiaans:
- Eco,Frassinelli, 2007 (T.Masucci)
- Anime Gitane Archinto Ed.,2007 (T.Masucci)
- I Papagalli sull'Arno,Mephite, 2009 (T.Masucci)
- Amor Victrix:la poetica di Violet Trefusis, Roma 2012 (T.Masucci)
- I Papagalli sull'Arno- The Anglo-Italian reading,Firenze, 2013 (T.Masucci)

## Over Violet Trefusis
- Violet Trefusis, a biography by Philippe Jullian and John Phillips, A Harvest/HBI Book, 1976.
- Violet Trefusis. A solitary woman by Henrietta Sharpe, Constable, Londen, 1981.
- Violet Trefusis à Cécile Wajsbrot, Mercure de France, 1982.
- Violet to Vita by Mitchell A. Leaska and John Phillips,  Methuen, Londen, 1989.
- The last Edwardians by John Phillips & Peter Quennell & Lorna Sage, The Boston Athenaeum, Massachusetts, 1985.
- Mrs. Keppel and her daughter by Diana Souhami, Flamingo, Londen, 1996.
- Violet Trefusis's Florence\La Firenze di Violet Trefusis by Tiziana Masucci, Firenze, 2013.